# Stenoplastis rubribasis
Stenoplastis rubribasis är en fjärilsart som beskrevs av Erich Martin Hering 1925. Stenoplastis rubribasis ingår i släktet Stenoplastis och familjen tandspinnare. Inga underarter finns listade i Catalogue of Life.